# Grumman HU-16
Die Grumman HU-16 Albatross ist ein Amphibienflugzeug des US-amerikanischen Herstellers Grumman mit großer Reichweite vom Ende der 1940er Jahre. Es wurde unter der Werksbezeichnung G-64 als Nachfolger der Grumman-Konstruktionen Goose, Widgeon und Mallard entwickelt. In der Zeit von 1947 bis 1959 wurden 464 Maschinen gebaut, die in 22 Ländern zum Einsatz kamen. Hauptnutzer waren die United States Air Force, US Navy sowie die US Coast Guard, die die HU-16 zur Seenotrettung (Search and Rescue) einsetzten.

## Geschichte
Die Entwicklung der Albatross begann das Unternehmen Grumman auf eigenes Risiko Mitte der 1940er Jahre. Den Anfangsauftrag zum Bau von zwei Prototypen erteilte dann die US Navy. Fred Rowley und Carl Alber führten am 1. Oktober 1947 den Erstflug des ersten Prototyps (Bureau Number 82852) in Bethpage (Long Island) durch. Im Jahr 1949, nach der Abnahme durch die US Navy erhielten die zwei XJR2F-1 (Herstellerbezeichnung G-64) die Bezeichnung JR2F-1. Während der folgenden Entwicklungsphase entschloss sich die US Navy die Albatross als Flugzeug zur U-Boot-Bekämpfung (ASW) unter der Bezeichnung PF-1A einzusetzen.
Die ersten Maschinen für die US Navy konnten erst im Dezember 1949 übernommen werden, da diese zwischenzeitlich die ASW-Rolle für die Albatross aufgegeben hatte. Die Navy stellte nämlich nach kurzer Zeit fest, dass die Albatross für den ASW-Einsatz zu klein war und wandte sich stattdessen Martin zu, die für diesen Zweck die deutlich größere P5M-1 Marlin entwickelten. Die Navy bestellte stattdessen sechs UF-1 als Mehrzweckflugzeuge.
Auch die USAF hatte zwischenzeitlich ihr Interesse an der Albatross als Such- und Rettungsflugzeug (SAR) bekundet und bestellte 52 SA-16A, von denen die ersten 20 Exemplare (USAF-Seriennr. 48-588 bis 607) im Juli 1949, noch vor der ersten Navy-Maschine geliefert wurden. Die bereits hergestellten 32 Zellen des ursprünglichen Navyauftrags, die die Bezeichnung PF-1A erhalten hatten, wurden schließlich als zweites Los der USAF-Variante SA-16A fertiggestellt (USAF-Seriennr. 49-069 bis -100). Die US Coast Guard erhielt ihre erste von sechs UF-1G eines Erstauftrags im März 1952.
Die USAF stellte ihre HU-16 1973 außer Dienst und übergab 55 Maschinen der US Coast Guard. Das letzte Flugzeug der USAF (USAF-Seriennr. 51-5282) erreichte am 4. Juli 1973 einen Höhenweltrekord für Amphibienflugzeuge mit 10.022 Metern und wird seitdem im National Museum of the United States Air Force ausgestellt.
Die letzten HU-16E der Coast Guard wurden 1983 und die der US Navy 1976 ausgemustert. Die letzte US-Navy-Maschine übernahm die Smithsonian Institution.

## Konstruktion

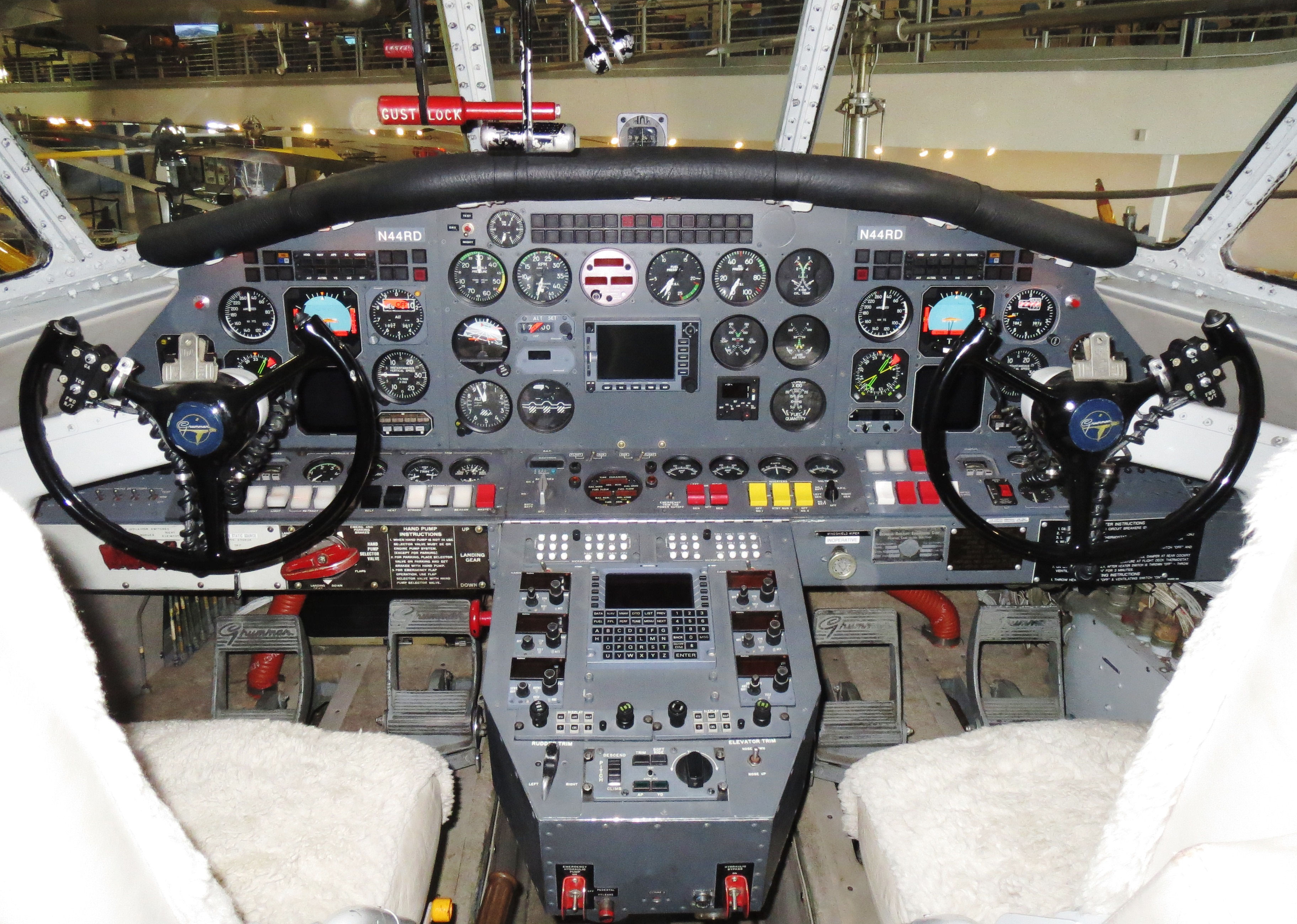
Cockpit

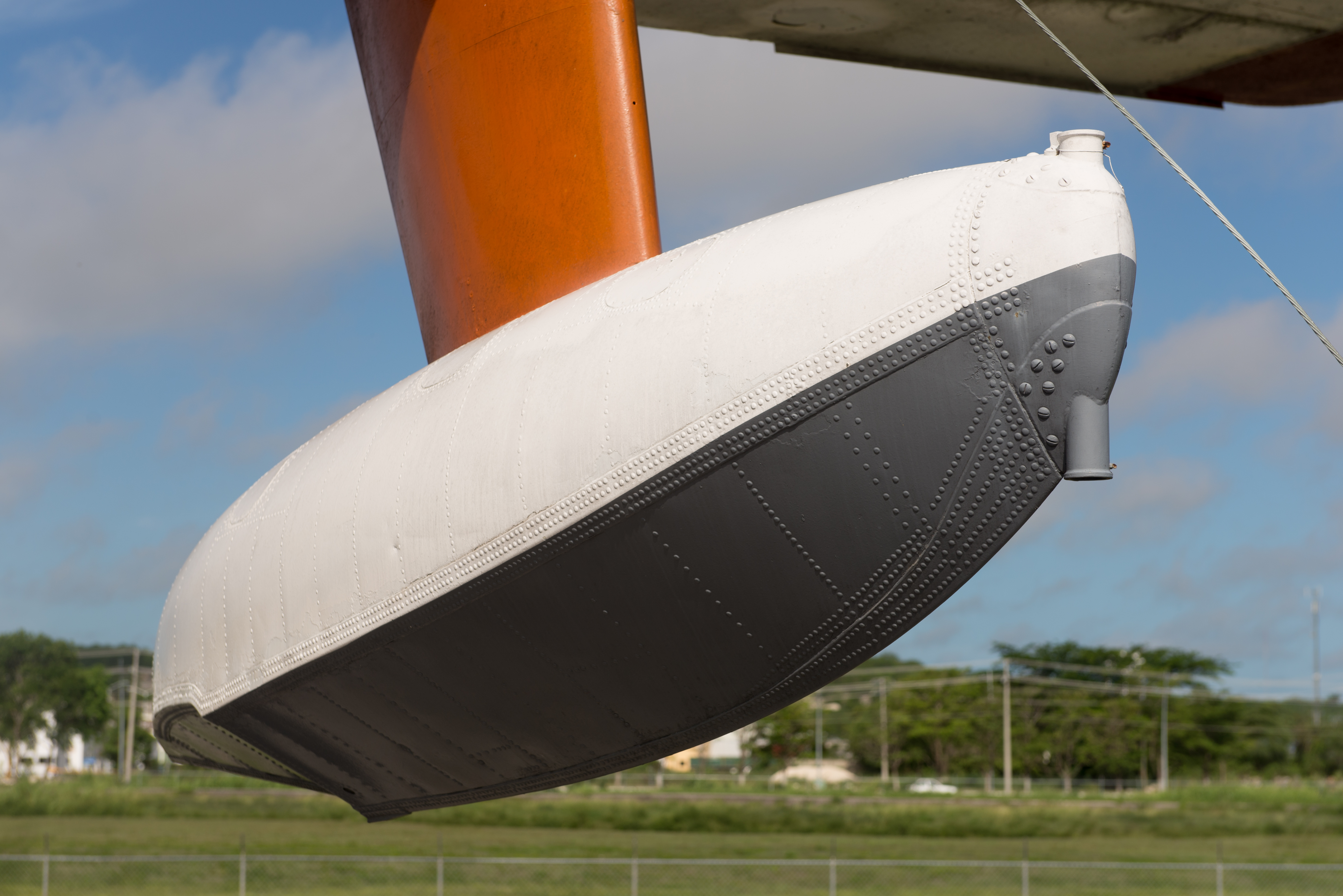
Schwimmer unter der Tragfläche

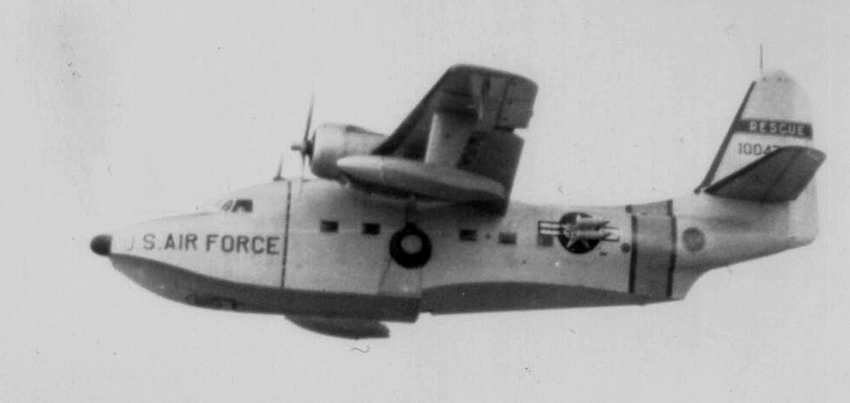
SA-16A mit JATO, 1955 Wiesbaden-Erbenheim

Fast alle Albatross wurden von zwei Neunzylinder Wright R-1820-76 mit jeweils 1425 PS angetrieben. Ausnahmen waren lediglich sechs für Japan gebaute, die zwei 1525 PS leistende Wright R-1820-82 verwendeten. Die Motoren waren um 3° nach oben gekippt, um Beeinträchtigungen durch aufspritzendes, korrosiv wirkendes Salzwasser so gering wie möglich zu halten. Die Triebwerke waren mit hydraulisch betätigten Einstufen-Zweigang-Turboladern ausgestattet. Die eine Schubumkehr erlaubenden Ganzmetall-Dreiblattpropeller Modell 43 D 50 mit 3,34 m Durchmesser lieferte Hamilton Standard. Der Kraftstoffvorrat belief sich auf 2550 l, konnte aber durch Schwimmertanks auf 4060 l und zwei Zusatztanks auf 6330 l erhöht werden. Für den Start in schwererer See (2,4 bis 3,0 m und höher) benötigte die Maschine Starthilfsraketen (JATO), die außen seitlich der Mitte der hinteren Rumpf-Sektion angebracht werden konnten.
Für Luftrettungseinsätze hatte die Albatross eine sechsköpfige Besatzung; zusätzlich konnten sechs bis acht gerettete Personen aufgenommen werden. Später wurde die Albatross auch mit zehn Passagiersitzen oder Vorrichtungen für den Transport von zwölf Tragen ausgerüstet. Die sehr guten hydrodynamischen Eigenschaften des Entwurfs waren vor allem den Arbeiten von Ralston Stalb zu verdanken.
Die australische "Amphibian Aerospace Group" hatte sich Ende der 2010er-Jahre die Musterzulassungen der Albatross gesichert und suchte 2021 Kunden für eine mit Propellerturbinen ausgerüstete neue Version der Albatross.

## Versionen

### US Navy und US Coast Guard bis 1962
XJR2F-1zwei Prototypen, anfänglich als Pelican bezeichnet. Die Missionskennung „JR“ verwendete die US Navy von 1935 bis 1955 für Mehrzwecktransportflugzeuge (Utility Transport). Zum Bezeichnungssystem der US Navy siehe auch hier.
PFInterimsbezeichnung für die Serienausführung der JR2F, die anschließend die Bezeichnung UF erhielten. 32 PF-1A wurden von der USAF bestellt, wo sie als SA-16A bezeichnet wurden. Die US Navy verwendete die Missionskennung „P“ von 1923 bis 1962 für Patrouillenflugzeuge.
UFSerienversion der JR2F. „U“ war von 1955 bis 1962 die Missionskennung für Mehrzweckflugzeuge (Utility)
UF-1 (ex PF-1): 104 gebaut, 51 davon als UF-2S umgebaut, während die restlichen 1962 die Bezeichnung HU-16C erhielten.
UF-1G: sechs Flugzeuge für die US Coast Guard. Auch 28 ehemalige UF-1 der Navy. Alle zu UF-2G umgebaut.
UF-1L: UF-1 mit Winterausrüstung, eine gebaut. Weitere wurden aus UF-1 umgebaut. 1962 als LU-16C bezeichnet.
UF-1T: Fünf UF-1 als Besatzungsschulflugzeuge mit Doppelsteuer umgebaut. 1962 als TU-16C bezeichnet.
UF-2S: wie UF-1, aber mit vergrößerter Spannweite und höherem Leitwerk. 51 UF-1 wurden zu UF-2S (auch kurz UF-2) umgebaut. 17 Maschinen direkt als UF-2S gebaut. 1962 als HU-16D bezeichnet.
UF-2G: UF-1G, die auf UF-2S Standard gebracht wurden. Auch 37 ehemalige HU-16B der USAF, die an die US Coast Guard übergeben wurden. 1962 als HU-16E bezeichnet.

### US Air Force bis 1962
A-16Die Missionskennung „A“ verwendete die US Air Force von 1948 bis 1962 für Amphibienflugzeuge. 1947 als OA-16 bezeichnet. „OA“ stand für Observation, Amphibian.
SA-16A: Erste Serienausführung für die USAF. 170 gebaut, viele davon später zu SA-16B umgebaut. 1962 als HU-16A bezeichnet.
SA-16B: größere Spannweite, vergrößertes Leitwerk. 118 ursprünglich als SA-16A bestellt, aber entsprechend dem SA-16B-Standard fertiggestellt. Einige als UF-2G an die US Coast Guard, die schließlich an Spanien übergeben wurden. Viele SA-16A brachte man auf diesen Stand. 1962 als HU-16B bezeichnet. 1960 gingen zehn UF-2S der US Navy als SA-16B an die USAF.

### Gemeinsame Bezeichnungen ab 1962
U-16ab 1962 wurde die Missionskennung „U“ (Utility, Mehrzweck) für alle Albatross-Varianten verwendet, „H“ stand für Such- und Rettungseinsätze
HU-16A: ex SA-16A
HU-16B: ex SA-16B
HU-16C: ex UF-1
LU-16C: ex UF-1L
TU-16C: ex UF-1T
HU-16D: ex UF-2
HU-16E: ex UF-2G

### Sonstige
CRS-110HU-16 der Royal Canadian Air Force.

## Produktion
Abnahme der Grumman Albatros durch die USAF, US Navy und US Coast Guard:
| Version          | 1949 | 1950 | 1951 | 1952 | 1953 | 1954 | 1955 | 1956 | 1957 | 1958 | 1959 | 1960 | 1961 | SUMME |
| ---------------- | ---- | ---- | ---- | ---- | ---- | ---- | ---- | ---- | ---- | ---- | ---- | ---- | ---- | ----- |
| SA-16A           | 10   | 31   | 57   | 99   | 95   | 8    |      |      |      |      |      |      |      | 300   |
| SA-16A MDAP      |      |      | 1    |      | 2    | 2    |      |      |      |      |      |      |      | 5     |
| UF-1 US Navy     | 1    | 5    |      |      | 30   | 16   | 21   | 22   | 2    | 6    |      |      |      | 103   |
| UF-1 Coast Guard |      |      | 5    | 8    | 10   | 6    | 1    |      |      |      |      |      |      | 30    |
| G-191 Germany    |      |      |      |      |      |      |      |      |      | 1    | 4    |      |      | 5     |
| G-231 Canada     |      |      |      |      |      |      |      |      |      |      |      | 5    | 5    | 10    |
| G-262 Japan      |      |      |      |      |      |      |      |      |      |      |      |      | 6    | 6     |
| SUMME            | 11   | 36   | 63   | 107  | 137  | 32   | 22   | 22   | 2    | 7    | 4    | 5    | 11   | 459   |

## Militärische Nutzer
| Land         | Anzahl und Betreiber | Bemerkungen                                                                                             |
| ------------ | --- | --- |
| Argentinien  | 7 (3 für Fuerza Aerea Argentina, 4 für Commando de Aviación Naval)                                                                                             | von 1961 bis Anfang der 1980er Jahre im Einsatz                                                         |
| Brasilien    | 14 SA-16A von der USAF 1959 an die Brasilianische Luftwaffe | 1980 außer Dienst gestellt                                                                              |
| Chile        | 6 (3 ex-USAF SA-16 1958 an die Fuerza Aerea de Chile + 3 SHU-16B 1963)                                                                                         | 1979 außer Dienst gestellt                                                                              |
| Deutschland  | 8 für die Deutsche Marine (5 1958/59 gelieferte G-191 + 3 ex USAF SA-16A)                                                                                      | 1972 weiterverkauft                                                                                     |
| Griechenland | 15 für Elliniki Aeroporia (1 SA-16B/ASW für Griechenland umgebaut + 11 ex Norwegen SHU-16B + 1 ex Spanien SHU-16B + 1 HU-16B + 1 HU-16D als Ersatzteilspender) | über 1991 hinaus im Einsatz                                                                             |
| Island       | 2 | Die isländische Küstenwache leaste 1969 2 HU-16C, es erfolgte aber keine Übernahme als Einsatzflugzeuge |
| Indonesien   | 15 (1957/58: 8 Maschinen + 2 ex US Navy UF-2 + 4 G-191 ex Deutsche Marine + 1 G-262 ex Japan)                                                                  | 5 Exemplare waren 1991 noch im Einsatz der Indonesischen Luftwaffe                                      |
| Italien      | 12 (6 ex USAF SA-16A + 6 HU-16A 1965) | Die letzten 5 waren 1979 in der Ausmusterung                                                            |
| Japan        | 6 (6 G-262 gebaut 1961 für die Maritime Self-Defence Force) | 5 Exemplare 1976 an die USA verkauft                                                                    |
| Kanada       | 10 G-231 1960/61 an die RCAF | 1971 außer Dienst gestellt                                                                              |
| Kolumbien    | Eine SA-16B für die Fuerza Aerea Colombiana modifiziert, aber nicht übernommen. Wurde die 6. chilenische SA-16                                                 | |
| Malaysia     | 2 (1976 als gebrauchte Maschinen geliefert, 1 mit VIP-Ausstattung für den Ministerpräsidenten)                                                                 | |
| Mexiko       | 14 (die Marineluftstreitkräfte erhielten 1974 4 ehemalige kanadische CSR-110 + 9 ex-US Navy HU-16C + 1 ehemalige kanadische zivile G-111)                      | einige waren 1991 noch im Einsatz                                                                       |
| Norwegen     | 20 (die norwegischen Luftstreitkräfte setzten 20 SHU-16B ein)                                                                                                  | 1969 durch Lockheed P-3B ersetzt                                                                        |
| Pakistan     | 4 (ex USAF SA-16A, geliefert 1958) | Anfang der 1970er Jahre ausgemustert                                                                    |
| Peru         | 5 (3 SHU-16B an die Fuerza Aerea Peruana 1963 geliefert + ex 2 norwegische 1970)                                                                               | bis zur Ausmusterung 26 Jahre im Einsatz                                                                |
| Philippinen  | 18 (4 ex USAF SA-16A Mitte der 1950er Jahre geliefert + 4 4 ex USAF HU-16B aus den 1970er Jahren + 2 ex USCG HU-16E + 2 ex US Navy HU-16C)                     | einige 1991 noch im Einsatz der Streitkräfte                                                            |
| Portugal     | 3 unter dem MDAP-Programm an die portugiesischen Luftstreitkräfte geliefert                                                                                    | 1962 ausgemustert                                                                                       |
| Spanien      | 15 (5 SA-16A 1954 unter MDAP geliefert + 7 HU-16A und HU-16B Anfang der 1960er Jahre + 1 bis 3 ex portugiesische HU-16A)                                       | in den späten 1970er Jahren ausgemustert                                                                |
| Taiwan       | 17 (14 ex USAF SA-16A und 3 HU-16B) | die Luftstreitkräfte der Republik China setzten die Albatross über drei Jahrzehnte ein                  |
| Thailand     | 2 (ex USAF HU-16B 1968 an die Royal Thai Navy geliefert) | für SAR-Aufgaben bis 1981 eingesetzt                                                                    |
| Venezuela    | 6 (ex USAF HU-16A wahrscheinlich von den venezolanischen Seeluftstreitkräften eingesetzt)                                                                      | 1982 ausgemustert                                                                                       |

## Technische Daten

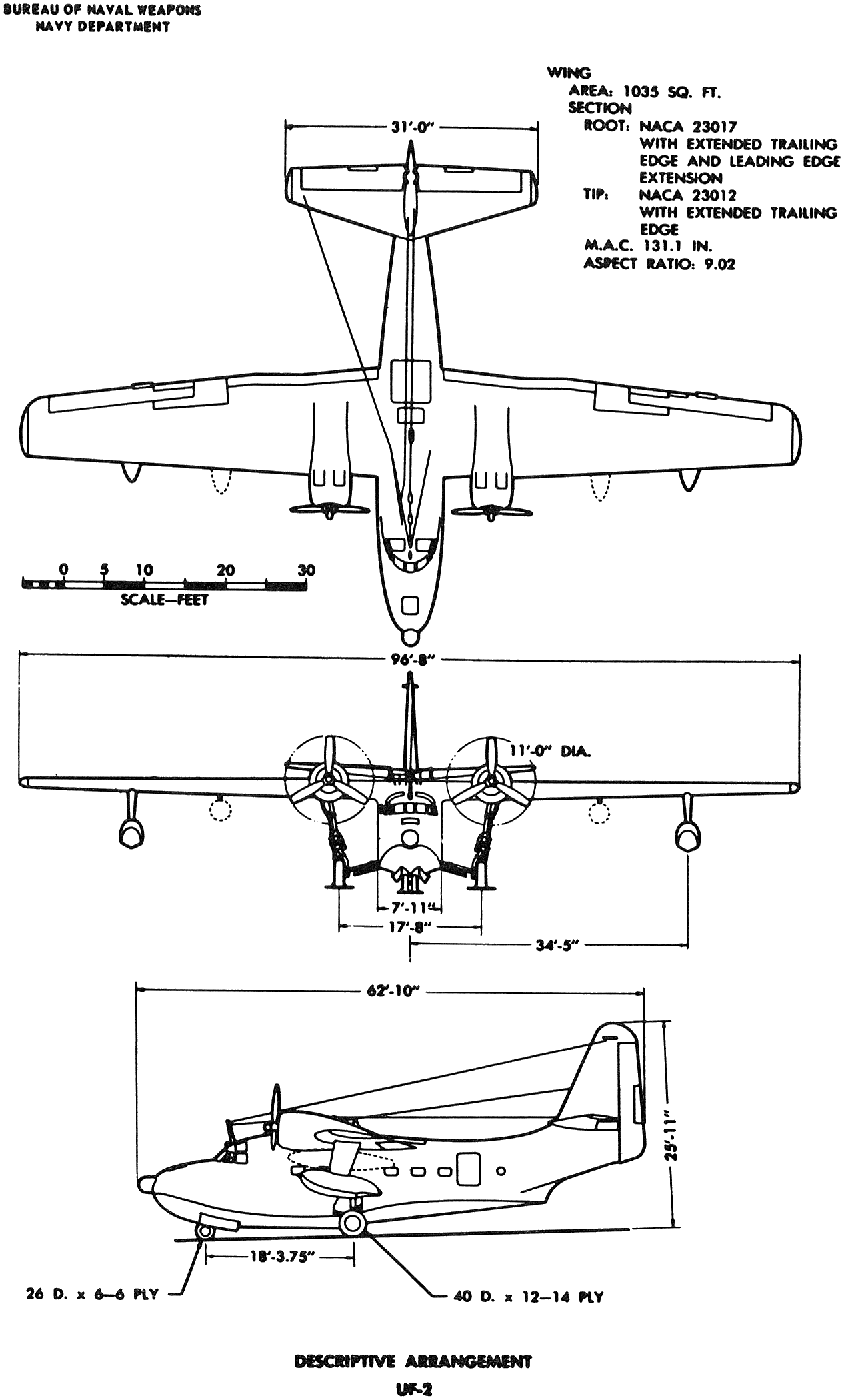
Grumman HU-16 Albatross

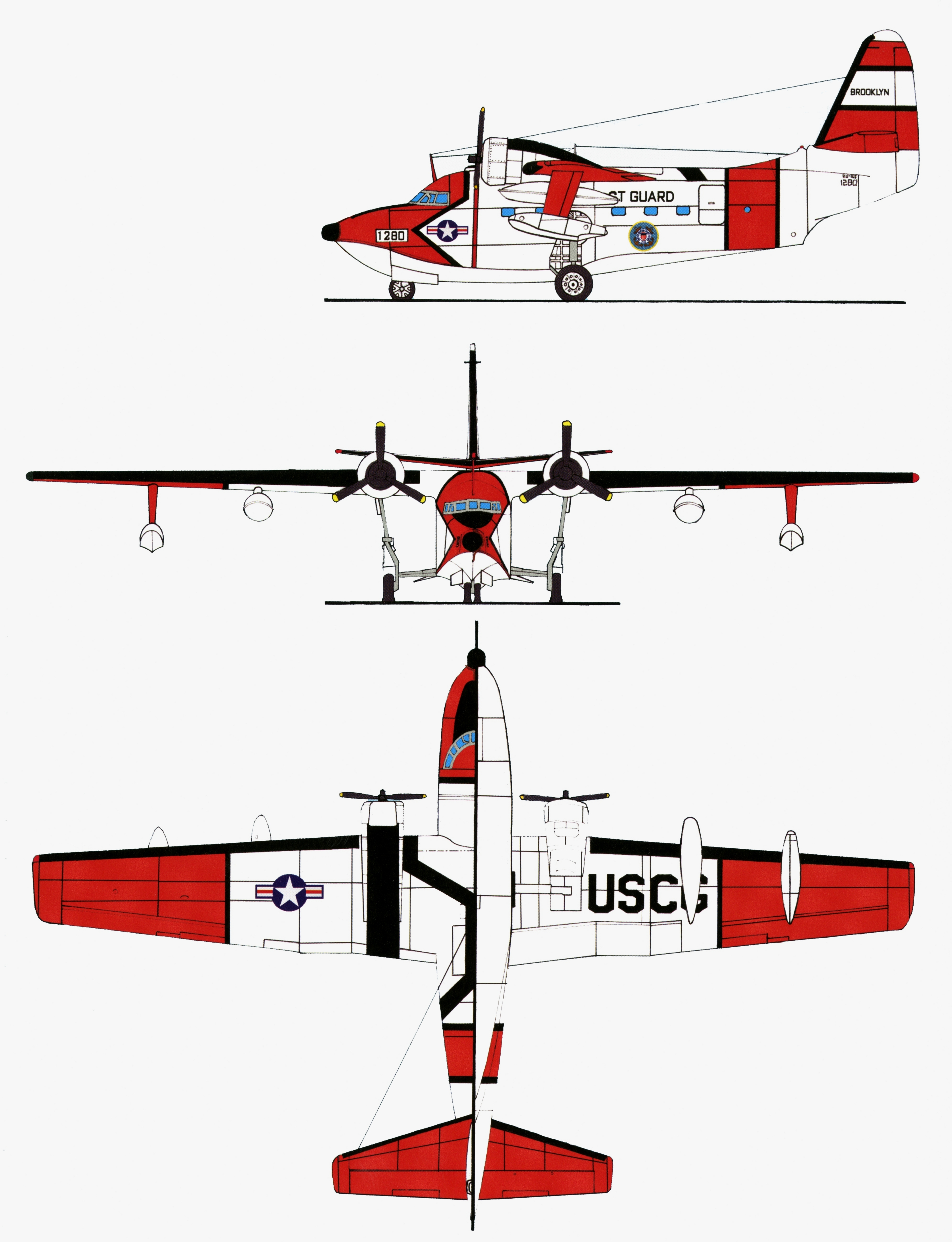
Grumman HU-16E

| Kenngröße                  | Daten (HU-16B)                                                       | Daten (HU-16D)                                                               |
| -------------------------- | -------------------------------------------------------------------- | ---------------------------------------------------------------------------- |
| Gesamtlänge                | 19,16 m                                                              | 19,18 m                                                                      |
| Spannweite                 | 29,46 m                                                              | 29,46 m                                                                      |
| Höhe                       | 7,90 m                                                               | 7,87 m                                                                       |
| Flügelfläche               | k. A.                                                                | 96,20 m²                                                                     |
| Flügelstreckung            | k. A.                                                                | 9                                                                            |
| Leermasse                  | 10.430 kg                                                            | 10.366 kg (U-Jagd) 9.600 kg (Mehrzweck)                                      |
| Rüstmasse                  | k. A.                                                                | 11.100 kg (U-Jagd) 10.380 kg (Mehrzweck)                                     |
| Zuladung                   | k. A.                                                                | 4.557 kg (U-Jagd) 6.630 kg (Mehrzweck)                                       |
| normale Startmasse         | k. A.                                                                | 13.768 kg (U-Jagd) 14.545 kg (Mehrzweck)                                     |
| maximale Startmasse        | 17.010 kg                                                            | 15.657 kg (U-Jagd) 17.010 kg (Mehrzweck)                                     |
| Flächenbelastung           | k. A.                                                                | 163 kg/m² (U-Jagd) 176 kg/m² (Mehrzweck)                                     |
| Leistungsbelastung         | k. A.                                                                | 5,0 kg/PS (U-Jagd) 5,5 kg/PS (Mehrzweck)                                     |
| Höchstgeschwindigkeit      | 395 km/h                                                             | 380 km/h in Meereshöhe 420 km/h in 5.000 m Höhe                              |
| Reisegeschwindigkeit       | k. A.                                                                | 328 km/h in Meereshöhe 360 km/h in 5.000 m Höhe                              |
| Mindestgeschwindigkeit     | k. A.                                                                | 119 km/h                                                                     |
| Landegeschwindigkeit       | k. A.                                                                | 137 km/h                                                                     |
| Steigleistung              | k. A.                                                                | 9,3 m/s bei 13.600 kg 7,3 m/s bei 17.100 kg                                  |
| Steigzeit                  | k. A.                                                                | 4,5 min auf 2.000 m                                                          |
| Gipfelhöhe                 | 7.500 m                                                              | praktisch 6.550 m absolut 7.000 m mit einem Triebwerk 2.835 m                |
| Reichweite                 | 4.320 km                                                             | normal 2.850 km maximal 4.500 km 5.284 km bei Überführung                    |
| Flugdauer                  | k. A.                                                                | maximal 22 h                                                                 |
| Startstrecke bis 15 m Höhe | k. A.                                                                | 1.356 m auf Land 457 m mit Starthilfsraketen 300 m auf Wasser bei Windstille |
| Landestrecke aus 15 m Höhe | k. A.                                                                | 670 m                                                                        |
| Antrieb                    | 2 Wright R-1820-76A Cyclone mit je 1.050 kW (1.428 PS) Startleistung | 2 Wright R-1820-76A Cyclone mit je 1.050 kW (1.428 PS) Startleistung         |
| Zusatzantrieb              | 2 Starthilfsraketen zur Unterstützung bei Wasserstarts               | 2 Starthilfsraketen zur Unterstützung bei Wasserstarts                       |
| Besatzung                  | 3–6                                                                  | 2–4 bei Transporteinsatz, 5–6 bei Seenoteinsatz                              |
| Bewaffnung                 | keine                                                                | keine                                                                        |